# George Ellery Hale
George Ellery Hale (ur. 29 czerwca 1868 w Chicago, zm. 21 lutego 1938 w Pasadenie) – amerykański astronom, popularyzator astronomii i badań astronomicznych, założyciel lub współzałożyciel kilku obserwatoriów astronomicznych.
Hale to również konstruktor przyrządów astronomicznych np. Teleskopu Hale’a o średnicy zwierciadła 508 cm, umieszczonego w obserwatorium Kalifornijskiego Instytutu Technologicznego na Mount Palomar w pobliżu Pasadeny, nad którym prace rozpoczęto w 1928, a ukończono w 1948. Teleskop ten pozostawał największym teleskopem na świecie aż do ukończenia budowy radzieckiego teleskopu BTA-6 w 1975.

## Życiorys
Hale założył Obserwatorium Kenwood w Chicago. W nim opracował i zbudował spektroheliograf, który umożliwiał badanie protuberancji słonecznych. Konstrukcja ta była przedmiotem jego pracy magisterskiej. W 1892 rozpoczął pracę na uniwersytecie w Chicago. Podczas tej pracy w 1897 zorganizował Obserwatorium Yerkes, którym kierował do 1904. Tam też zbudował największy na świecie refraktor o średnicy 102 cm.
Hale w 1895 wspólnie z Jamesem Edwardem Keelerem założył „The Astrophysical Journal” – jedno z najważniejszych międzynarodowych czasopism astrofizycznych.

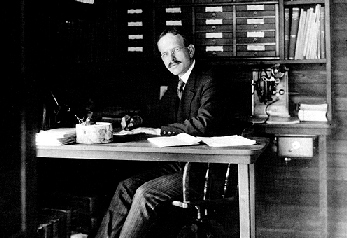
George Ellery Hale w obserwatorium Mount Wilson, 1905

W 1904 w pobliżu Los Angeles założył Obserwatorium Mount Wilson, którym następnie kierował do 1923. Tam skonstruował przyrządy do badań Słońca oraz dwa zwierciadlane teleskopy o średnicach 254 (nazwany „Hooker” dla uczczenia Johna D. Hookera, biznesmena z Los Angeles, który przekazał pieniądze na zakup zwierciadła; zainstalowany w 1918) i 152 cm.
Znany także jako badacz w dziedzinie heliofizyki oraz odkrywca pola magnetycznego plam słonecznych oraz związanego z nimi 22-letniego cyklu aktywności Słońca.

## Nagrody i upamiętnienie
- Rumford Prize (1902)[2]
- Złoty Medal Królewskiego Towarzystwa Astronomicznego (1904)[2]
- Medal Henry’ego Drapera (1904)[2]
- Medal Bruce (1916)[2]
- nagroda Prix Jules-Janssen (1917)[2]
- Medal Copleya (1932)[2]

Jego imieniem nazwano: planetoidę (1024) Hale oraz kratery na Księżycu i Marsie.